# Frank Baumbauer

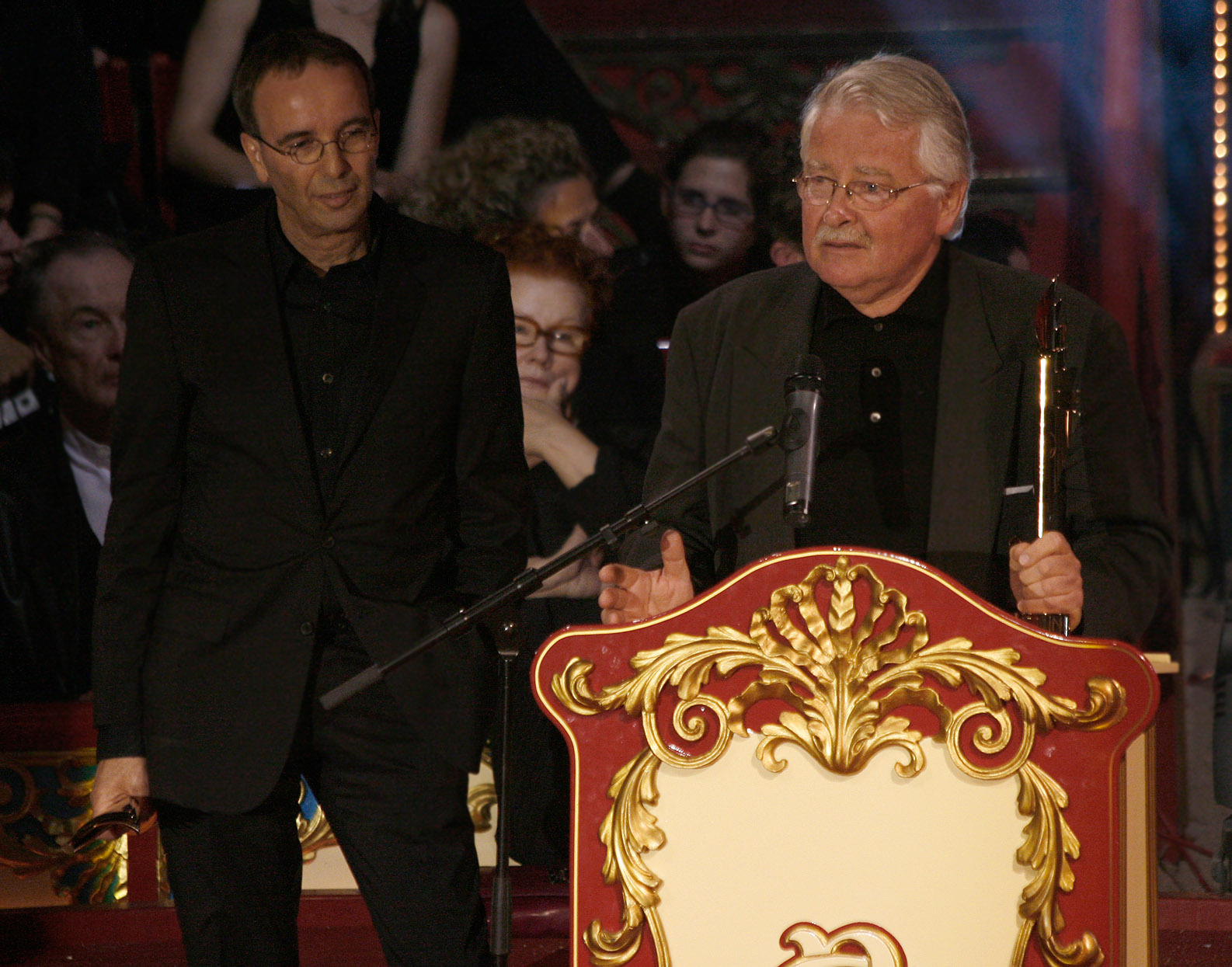
Frank Baumbauer (r.) und Jossi Wieler (Nestroy-Theaterpreis 2009)

Frank Baumbauer (* 2. September 1945 in München) ist ein deutscher Theatermanager, Regisseur und Intendant.

## Leben
Frank Baumbauer wurde als Sohn eines Kaufmanns und der Schauspielagentin Erna Baumbauer geboren. Nach dem Schulabschluss studierte er Germanistik, Soziologie und Theaterwissenschaften an der Universität München.
Baumbauer war von 1970 bis 1972 Regieassistent am Düsseldorfer Schauspielhaus und wechselte im Anschluss an das Bayerische Staatsschauspiel, wo er von 1972 bis 1974 als Regieassistent tätig war. Seit 1974 dort Regisseur, war er seit 1975 Leiter des künstlerischen Betriebsbüros, ab 1980 zusätzlich persönlicher Mitarbeiter des Intendanten Kurt Meisel und avancierte 1983 zum Schauspieldirektor des Hauses.
In dieser Funktion engagierte er Autoren und Regisseure wie Herbert Achternbusch, Werner Schroeter und den Kabarettisten Gerhard Polt und verteidigte sie gegen Angriffe. Er kündigte 1986, nachdem die CSU politische Improvisationen von Josef Bierbichler scharf angegriffen hatte.
1986/87 war Baumbauer Stellvertreter des Intendanten Ivan Nagel am Stuttgarter Schauspiel und von 1988 bis 1993 Direktor des Basler Theaters. Dort verpflichtete er Regisseure wie Christoph Marthaler, Jossi Wieler, Achim Freyer, Herbert Wernicke und Hans Hollmann.
Aufgrund der gegebenen finanziellen und personellen Möglichkeiten verlängerte er seinen Vertrag nicht über die Spielzeit 1992/93 hinaus, sondern trat, von drei Städten umworben, 1993 die Nachfolge von Michael Bogdanov als Intendant des Hamburger Schauspielhauses an. In dieser Funktion setzte er auf ein festes Ensemble und die Zusammenarbeit mit prägenden Autoren wie Elfriede Jelinek und Rainald Goetz. Zu den von ihm neu verpflichteten Regisseuren zählten Anselm Weber, Matthias Hartmann, Karin Beier, Frank Castorf, Johann Kresnik, Christoph Schlingensief und Thomas Ostermeier. Während Baumbauers siebenjähriger Intendanz wurde das Hamburger Schauspielhaus zu einer Spielstätte für risikoreiches zeitgenössisches Theater und neue Theaterformen. In seiner Ära wurde das Hamburger Schauspielhaus 1994, 1996, 1997 und 2000 von der Zeitschrift Theater heute zum Theater des Jahres gewählt.
Trotz angebotener Vertragsverlängerung unterschrieb Baumbauer 1999 einen Vertrag als Konsulent für das Schauspielprogramm der Salzburger Festspiele. Von 2001 bis Sommer 2009 war er als Nachfolger von Dieter Dorn Intendant der Münchner Kammerspiele. Als Leiter der Bayerischen Schauspielbühnen gehörte er dem Rundfunkrat des Bayerischen Rundfunks an.

## Privates
Er ist mit der Schauspielerin Gundi Ellert verheiratet.

## Auszeichnungen
Im April 2010 erhielt er den Kulturellen Ehrenpreis der Landeshauptstadt München 2009.